# Robert Holmene
Robert Holmene (* 18. Dezember 1969 in Alluitsup Paa) ist ein grönländischer Karikaturist und Künstler.

## Leben
Robert Holmene wurde in Alluitsup Paa geboren und wuchs dort anfangs bei seinen Großeltern auf. Seine Mutter heiratete später in Maniitsoq, woraufhin er dorthin zog und von seinem Stiefvater adoptiert wurde. Die Familie zog häufig um und lebte auch in Qaanaaq, Narsaq und Qaqortoq, bevor sie 1983 nach Dänemark zog. 1987 zog er alleine nach Nuuk. 1990 begann er eine Handels- und Büroausbildung an der Niuernermik Ilinniarfik. Von 1996 bis 2005 arbeitete er für Air Greenland und anschließend als Kunsthandwerksberater für Pilersuisoq.
In den 1990er Jahren begann er die satirische Cartoonserie Buuarsikkut („Boas und Co.“) zu zeichnen, die ab etwa 2000 in grönländischen Zeitungen abgedruckt wurde. 2015/16 wurden die Karikaturen im Nuuk-Kunstmuseum ausgestellt.
Als er begann für Pilersuisoq zu arbeiten, fing er an, selbst Kunsthandwerk zu betreiben und Figuren aus Rentiergeweih, Narwalzähnen, Holz und Moschusochsenhörnern zu schnitzen, wobei er vom Unternehmer und Kunstsammler Svend Junge unterstützt wurde.
2008 schuf er das Werk Fortid og Nutid, das aus Computerteilen eines Sikorsky S-61 gebaut ist, die zusammengeklebt und mit einem Porträt des Trommeltänzers Maratse bemalt wurden. Die Teile hatte er während seiner Zeit bei Air Greenland gesammelt. Das Werk steht ebenfalls im Nuuk-Kunstmuseum.